# 瓦勒德达涅
瓦勒德达涅（法語：Val-de-Dagne，法語發音：[val də daɲ]）是法国奥德省的一个市镇，属于卡尔卡松区。该市镇于2019年由原市镇蒙洛尔和普拉代勒昂瓦勒合并而成。

## 地理
瓦勒德达涅（43°7'50"N, 2°33'31"E）面积50.11 平方千米，位于法国奧克西塔尼大區奥德省，该省份为法国南部沿海省份，北起塔恩省，西北接上加龙省，西接阿列日省，南至东比利牛斯省，东临地中海，东北与埃罗省接壤。
与瓦勒德达涅接壤的市镇（或旧市镇、城区）包括：科米涅、杜藏、拉格拉斯、塞尔维耶斯昂瓦勒、阿尔凯特昂瓦勒、法雅克昂瓦勒、蒙兹、弗卢尔、巴尔拜拉、卡庞迪。
瓦勒德达涅的时区为UTC+01:00、UTC+02:00（夏令时）。

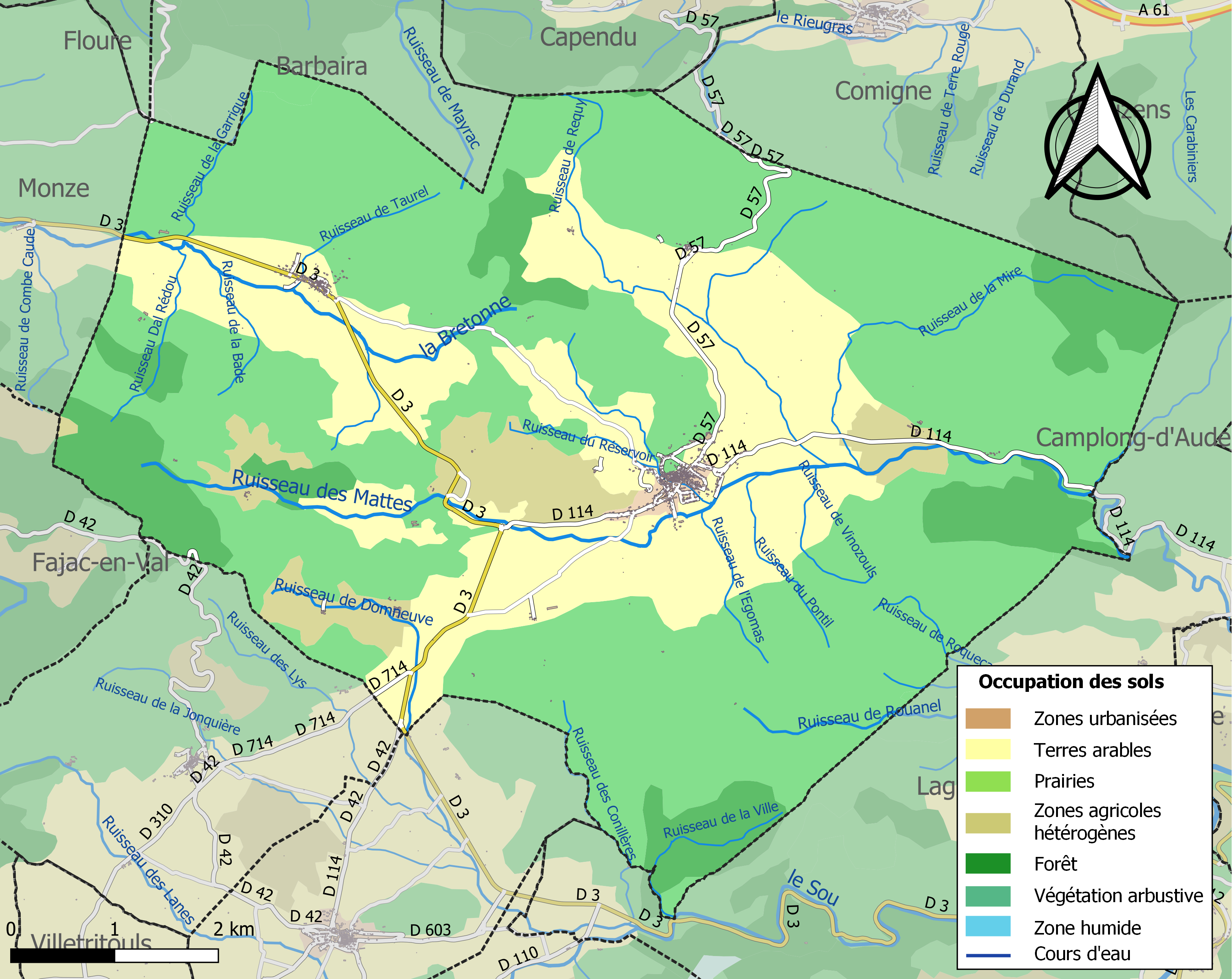
瓦勒德达涅的OSM定位图

## 行政
瓦勒德达涅的邮政编码为11220，INSEE市镇编码为11251。

## 政治
瓦勒德达涅所属的省级选区为亚拉里克山县。

## 人口
瓦勒德达涅于2022年1月1日时的人口数量为731人。